# Parafia Matki Boskiej Piekarskiej-Matki Sprawiedliwości i Miłości Społecznej w Opatowicach
Parafia Matki Boskiej Piekarskiej-Matki Sprawiedliwości i Miłości Społecznej w Tarnowskich Górach-Opatowicach – należy do diecezji gliwickiej (dekanat Tarnowskie Góry).

## Historia parafii
Parafia została erygowana 29 grudnia 1985 roku przez biskupa katowickiego JE Damiana Zimonia. Prace konstrukcyjne przy kościele parafialnym trwały w latach 1988-1996. 12 września 1996 podczas uroczystej Mszy świętej, biskup gliwicki Jan Wieczorek konsekrował świątynię.

## Ulice należące do parafii
Biskupka Emanuela, Cytrynowa, Czereśniowa, Duńska, Estońska, Fińska, Francuska, Galaktyczna, Górnośląska, Hiszpańska, Imbirowa, Jabłoniowa, Jałowcowa, Janasa Wincentego (nr 8 i 10), Jaśminowa, Księżycowa, Lawendowa, Lukrecjowa, Łotewska, Miętowa, Morcinka Gustawa, Morelowa, Norweska, Oliwkowa, Opatowicka (od nr 86 wzwyż), Pastuszki Jana, Planetarna, Polarna (od nr 99 wzwyż), Pomarańczowa, Rozmarynowa, Rumiankowa, Saperów, Sielanka, Skarżyńskiego Bolesława, Słomianka, Starotarnowicka, Szafranowa, Szwedzka, Tymiankowa, Węgierska, Wiejska, Wiśniowa, Zalesie